# シン山

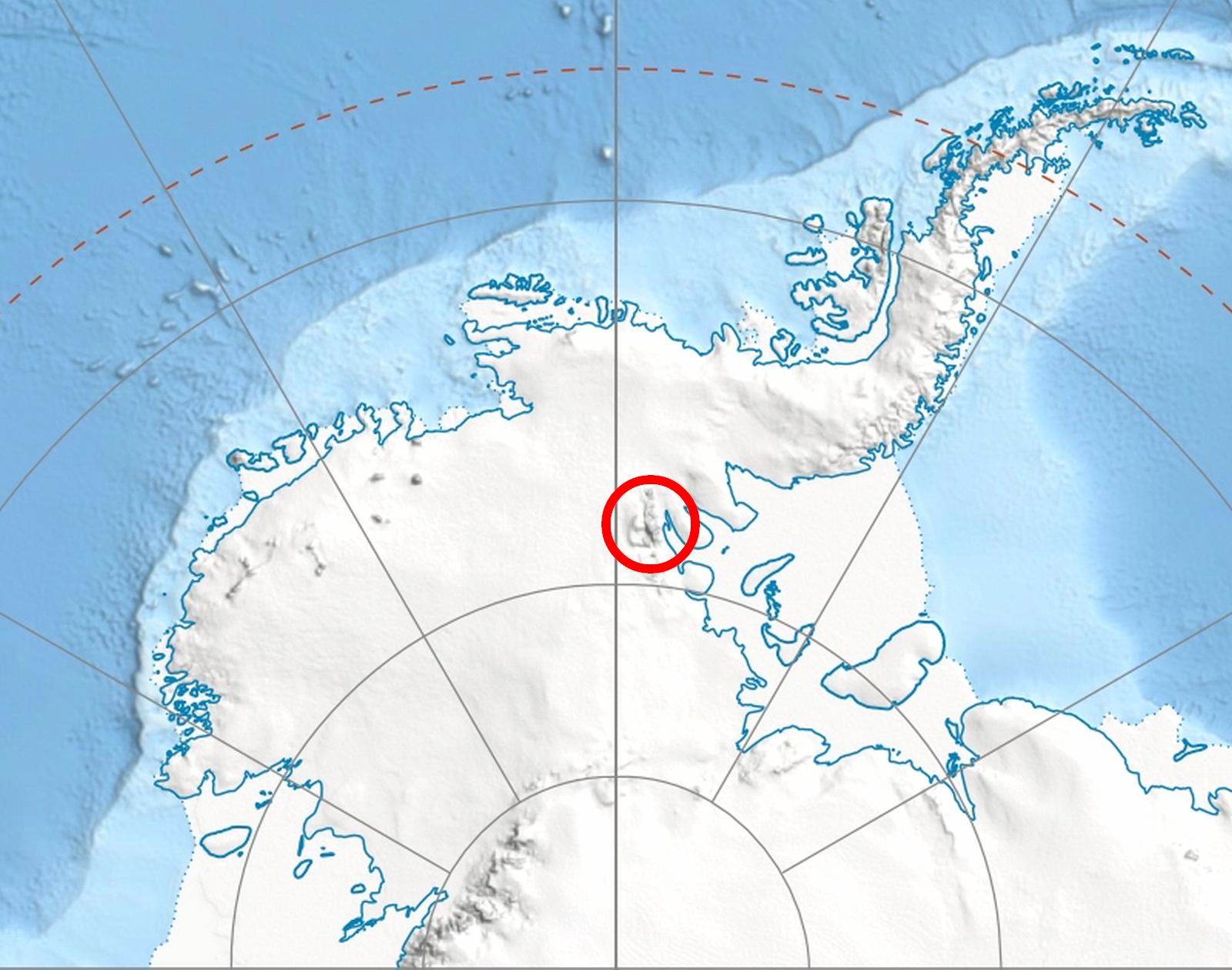
南極大陸西部におけるセンチネル山脈の位置

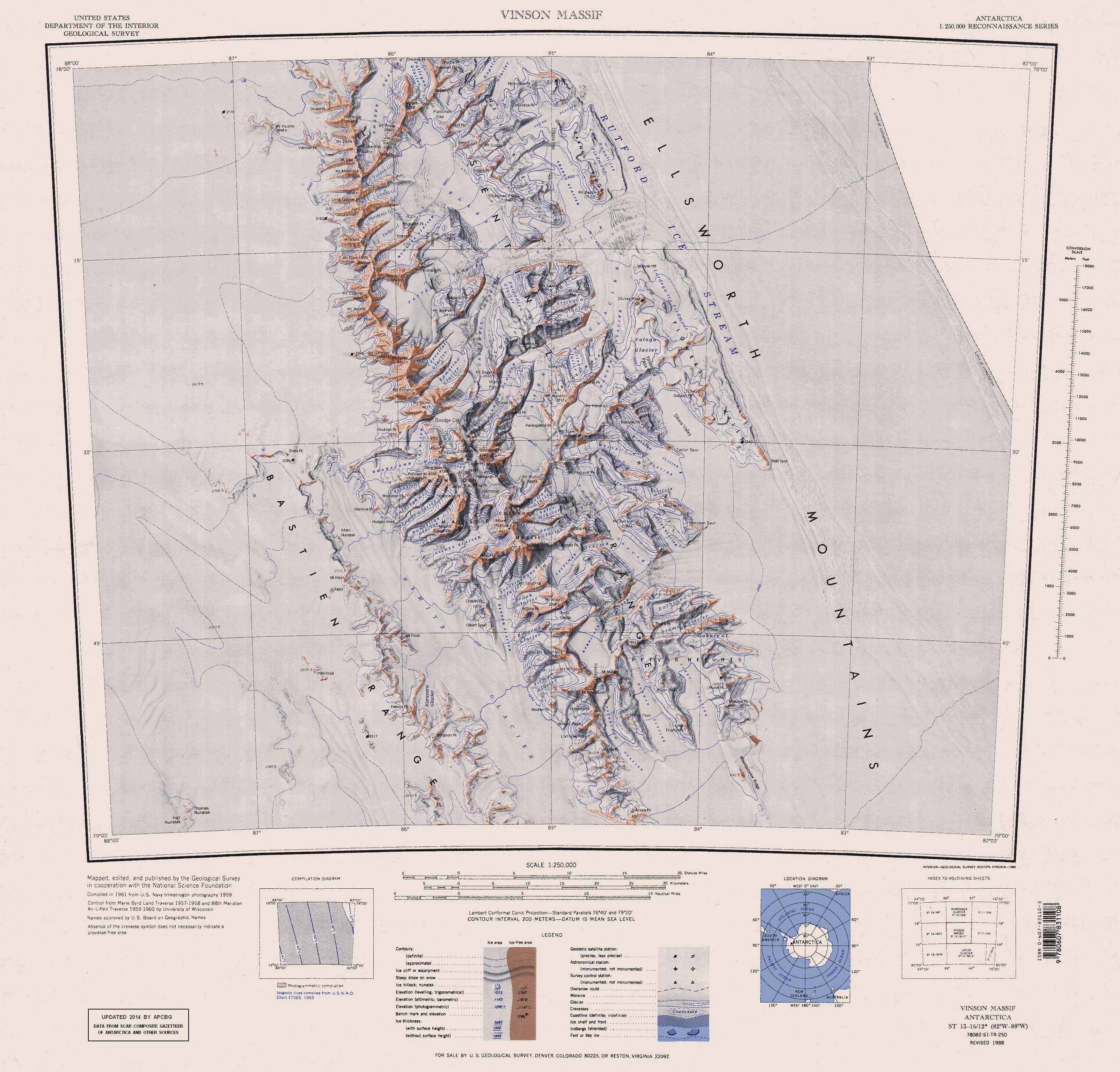
センチネル山脈の地図

シン山（Mount Shinn）は、南極大陸のセンチネル山脈にある山である。標高は4661mで、ヴィンソン・マシフ、タイリー山に次いで南極大陸で3番目に高い山である。
タイリー山の南東6kmの位置にあり、北にラモリノ氷河、北東にクロスウェル氷河の上部、南東にグージ・コル、南西にブランズコーム氷河がある。
この山は、1958年1月の国際地球観測年(IGY)の偵察飛行で発見され、南極地名諮問委員会 (US-ACAN)がコンラッド・S・シン米海軍少佐に因んで命名した。シン少佐は、1956年10月31日に、R4D輸送機により史上初の南極点への飛行機の着陸を行ったパイロットだった。
この山の標高は4800mを超えると考えられていたが、2001年にオメガ財団のダミアン・ギルデアとRodrigo FicaがTrimble 5700 GPS受信機とオーストラリア政府のAUSPOSシステムを使用して再測定した。

## 地図
- Vinson Massif.  Scale 1:250 000 topographic map.  Reston, Virginia: US Geological Survey, 1988.
- Antarctic Digital Database (ADD). Scale 1:250000 topographic map of Antarctica. Scientific Committee on Antarctic Research (SCAR), 1993–2016.